# Christine Wiegand

Christine Wiegand bei Dreharbeiten

Christine Wiegand, auch Christine E. Wiegand, Christine Wiegand-Goetz, (* 26. September 1965 in Dortmund; † 5. Juni 2016 in Berlin) war eine deutsche Film- und Fernsehregisseurin und Drehbuchautorin, sowie Malerin und Fotografin.

## Biografie
Christine Wiegand wuchs in Dortmund auf. Nach dem Abitur studierte sie an der Hochschule für bildende Künste Hamburg Visuelle Kommunikation. Auf den Abschluss mit Auszeichnung dort folgte die Ausbildung zur Regisseurin an der Deutschen Film- und Fernsehakademie Berlin. Für ihren Abschlussfilm „MS Murder“ erhielt sie den Deutschen Kurzfilmpreis in Silber und den Friedrich Wilhelm Murnau Kurzfilmpreis.

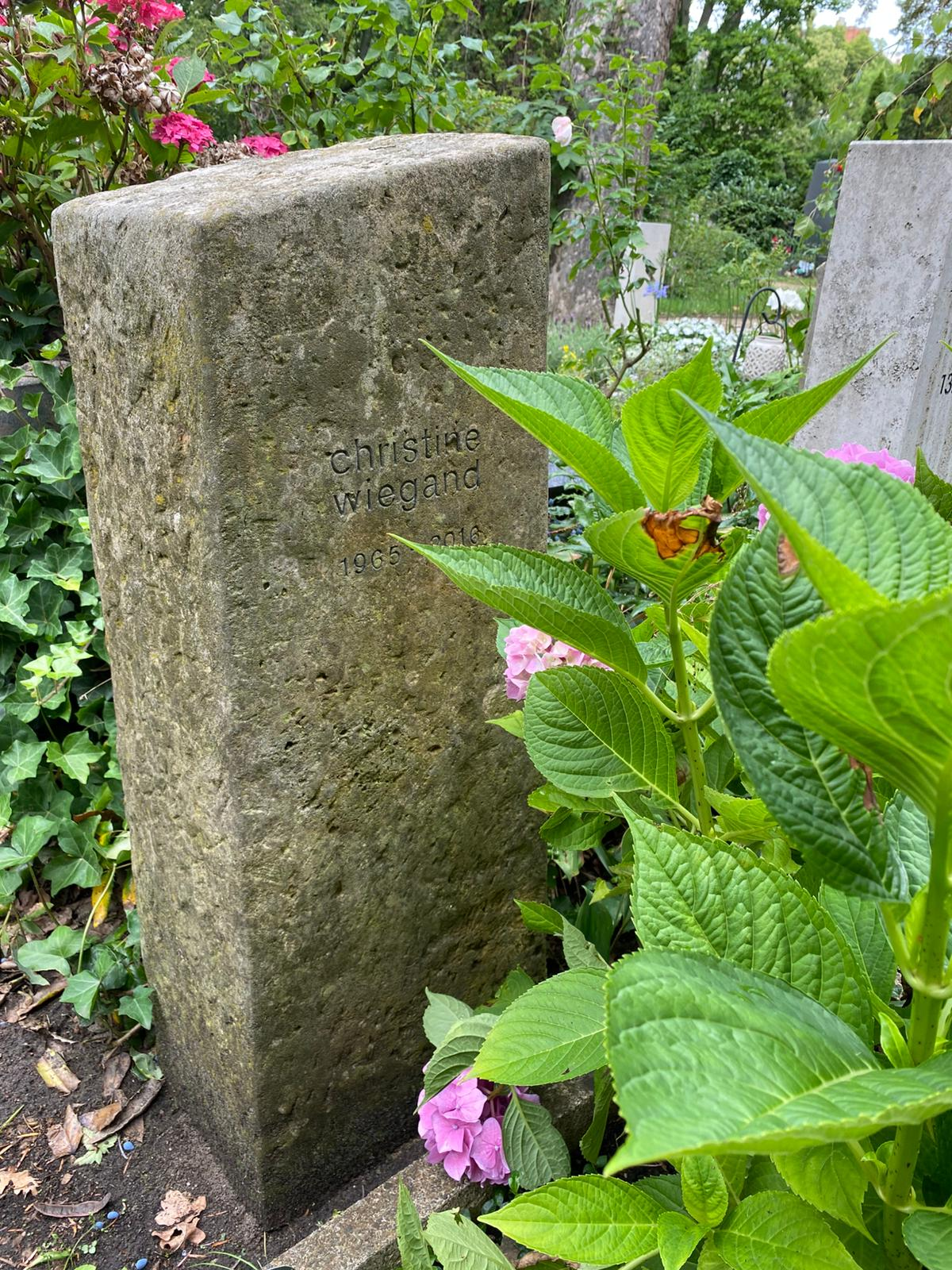
Grabstätte

Nach Abschluss des Studiums arbeitete sie als Regisseurin für verschiedene Kriminalfilm-Serien, u. a. Wolffs Revier, Die Cleveren und Soko Wien. Die Serie „Die Cleveren“ wurde mit ihrer Folge „Phönix aus der Asche“ für den Deutschen Fernsehpreis nominiert. Sie erhielt Aufträge in den Bereichen Drama und abendfüllender Spielfilm für die Prime Time (u. a. „Geheime Geschichten“ mit Martina Gedeck und Ulrich Noethen, „Das Alibi“ mit Lena Lauzemis und Rudolf Kowalski) und für die Mitwirkung an internationalen Produktionen wie „Lost in the Woods“ und „Snowden's Great Escape“.
Neben der Arbeit als Regisseurin und Drehbuchautorin unterrichtete sie auch an der Deutschen Film und Fernsehakademie Berlin und der Internationalen Filmschule Köln. Seit 2010 beschäftigte sie sich zunehmend mit Malerei und Fotografie und stellte ihre Arbeiten in mehreren Ausstellungen aus. 
Christine Wiegand war mit dem Journalisten John Goetz verheiratet. Neben ihm hinterließ sie zwei gemeinsame Kinder. Sie starb am 5. Juni 2016 im Kreis ihrer Familie. Sie ist auf dem Dorotheenstädtischen Friedhof in Berlin-Mitte bestattet.

## Filmografie

### Regie
- 1990: Hommage an Undine (Alternativtitel: Herzstück)
- 1990: Von den gierigen Dingen (10-min Kurzfilm)
- 1992: Ein Ausflug (13-min Kurzfilm)
- 1998: Wolffs Revier – Der Totschläger (45-min Krimiserie) mit Claus Messner, Wilfried Hochholdinger, Karl Kranzkowski
- 1998: Wolffs Revier – Mit Satans Hilfe (48-min Krimiserie) mit Rudolf Kowalski, Adriana Altaras, Max Herbrechter
- 1998: Die Cleveren – Gier (45-min Krimiserie) mit Jörg Schüttauf, Wilfried Hochholdinger
- 1998: Die Cleveren – Mutterglück (45-min Krimiserie) mit Birge Schade, Frank Röth
- 1999: Das Alibi (90-min Spielfilm, Drehbuch von Terézia Mora) mit Lena Lauzemis, Rudolf Kowalski, Corinna Kirchhoff
- 2000: Die Cleveren – Messias (45-min Krimiserie) mit Walther Kresse, Sabine Wegener
- 2000: Die Cleveren – Phönix aus der Asche (45-min Krimiserie) mit Katrin Saß, Markus Meyer
- 2001: Umwege des Herzens (90-min Spielfilm) mit Sonja Kirchberger, Jochen Nickel, Jenny Schily
- 2002: Geheime Geschichten (90-min Spielfilm) mit Martina Gedeck, Ulrich Noethen
- 2008: SOKO Wien – Reise in die Vergangenheit (45-min Krimiserie) mit Krista Stadler, Reinhard Simonischek
- 2008: SOKO Wien – Verrat (45-min Krimiserie) mit Doris Golpashin, Mickey Hardt
- 2008: SOKO Wien – Wettlauf mit dem Tod (45-min Krimiserie) mit Petra Kleinert, Reiner Heise
- 2010: SOKO Wien – Blutsverwandte (45-min Krimiserie) mit Rolf Kanies, Harald Schrott
- 2010: SOKO Wien – Entgleist (45-min Krimiserie) mit Markus Meyer, Hansjürgen Hürrig

### Regie & Drehbuch
- 1994: Erzähl mir eine Landschaft (60-min Spielfilm) mit Diletta Benincasa, Hanns Zischler
- 1997: MS Murder (15-min Kurzfilm) mit Max Krücke, Susanne Upplegger
- 2000: Lost in the Woods (15-min Psychothriller) mit Lena Lauzemis

### Autorin – Dramaturgie
- 2015: Snowden's Great Escape (45-min Dokumentarfilm)

## Rezensionen
Klaus Ungerer schrieb über „Das Alibi“ in der Frankfurter Allgemeinen Zeitung: „Endlich besinnt sich ein deutscher Fernsehfilm auf die eigene Sprache… endlich dürfen Gesichter sprechen, Blicke, Bilder, Musik.“

## Auszeichnungen
- Deutscher Kurzfilmpreis in Silber für M.S. Murder[4]
- Friedrich Wilhelm Murnau Kurzfilmpreis für M.S. Murder[5]
- Prix Europa – Besondere Auszeichnung in der Kategorie „Current Affairs“ für Snowden’s Great Escape[6]
- Deutsche Akademie für Fernsehen – Bester Dokumentarfilm für Snowden’s Great Escape[7]